# Verdeal (higo)
Verdeal es un cultivar de higuera tipo Higo Común Ficus carica unífera (con una sola cosecha por temporada, los higos-vindimos los higos de verano-otoño), de piel con color de fondo verde oscuro y con sobre color arrodalado verde blancuzco amarillento sobre la zona del pedúnculo. Se cultivan principalmente en São Bartolomeu de Messines freguesia portuguesa del concelho de Silves, (Portugal) para higo fresco y seco.

## Sinonimias
- „sin sinónimo“,[4][5][6][7]

## Historia
Dentro de la Unión Europea, España es, junto a Grecia y Portugal, el mayor productor de higos.
El cultivo extensivo de las higueras era tradicional en Portugal, especialmente en las regiones del Algarve, Moura, Torres Novas y Mirandela. Se cosechaban los llamados « "figos vindimos" », que tenían como destino el mercado de los higos secos, para el consumo humano o industrial, pero también para la alimentación de los animales,
Era un higueral de baja densidad, entre 100 y 150 higueras por hectárea, con árboles de gran porte, baja productividad y mucha mano de obra. Todo esto, unido a la fuerte competencia de los higos provenientes del norte de África y Turquía, provocó un progresivo abandono de este cultivo.
Hoy día se está recuperando, pero orientada la producción para su consumo en fresco, imponiéndose variedades más productivas adaptadas a las exigencias y gustos del mercado, aumentando las densidades de plantación e incluso aportando la posibilidad de riego. La producción de higos para el mercado de fruta fresca tiene dos épocas distintas de producción. Una en mayo, junio y julio, que es la época de los « "figos lampos" » (brevas); y otra en agosto y septiembre, hasta las primeras lluvias, que es la época de los « "figos vindimos" » (higos).
La variedad 'Verdeal' fue descrito por Mello Leotte (1901)e y por Bobone (1932), este último con ilustraciones, como una variedad portuguesa, cultivada comercialmente, ampliamente distribuida en São Bartolomeu de Messines freguesia portuguesa del concelho de Silves, en el Algarve.

## Características
La higuera 'Verdeal' es una variedad unífera (con una sola cosecha por temporada), del tipo Higo Común. Los higos son de un calibre grande con peso promedio de 57,1 gramos.
Los árboles 'Verdeal' tienen forma compacta, con una tendencia muy alta de formación de rebretes, de vigor medio, con yema apical cónica de color castaño rosado. Sus hojas predominantes son trilobuladas con bordes serrados. Presenta una cosecha mediana de higos-vindimos que maduran a inicios de agosto, son de forma oblonga piriforme; piel lisa; con color de fondo verde oscuro y con sobre color arrodalado verde blancuzco amarillento sobre la zona del pedúnculo; pulpa color carmín, buenas cualidades organolepticas, de sabor dulce fundente; textura fina; calidad muy buena tanto para consumo en fresco como seco; Tienen una manipulación razonable debido a su piel fina pero resistente.

## Cultivo
'Verdeal' se trata de una variedad muy adaptada al cultivo de secano, con excelente producción de higos de buen tamaño y características que la hacen potencialmente muy atractiva para comercializar para su consumo en fresco y en seco. Se cultivan principalmente en São Bartolomeu de Messines freguesia portuguesa del concelho de Silves, en el Algarve (Portugal),